# Việt Nam Quang Phục Hội
Le  Việt Nam Quang phục Hội, en français « Ligue pour la restauration du Vietnam » est une organisation nationaliste et révolutionnaire vietnamienne fondée par Phan Bội Châu et le prince Cường Để en mars 1912. 
Le but de cette association était de renverser l'ordre colonial français et d'établir une république démocratique. L'organisation s'effondra quelques années après sa création, à la suite de l'arrestation de ses membres.